# Joseph McCarthy junior
Joseph Allen McCarthy (* 18. August 1922 in Pelham; † 7. November 1975 in New York City) war ein US-amerikanischer Liedtexter und Autor.
McCarty, Sohn des Liedtexters und ASCAP-Funktionärs Joseph McCarthy, erhielt eine Ausbildung an der Juilliard School. Mit Joe Burke schrieb er Rambling Rose, das durch Perry Como bekannt wurde. 1952 begann er seine Zusammenarbeit mit Cy Coleman, in der Songs wie Why Try to Change Me Now (für Frank Sinatra) oder I'm Gonna Laugh You Right Out of My Life entstanden. McCarthy verfasste auch Songs für Broadway-Revuen wie John Murray Andersons Almanac (1953).